# Trälhavet, Korsnäs
Trälhavet är en fjärd i Finland. Den ligger i kommunen Korsnäs i landskapet Österbotten, i den västra delen av landet, 400 km nordväst om huvudstaden Helsingfors.
Trälhavet avgränsas av Storbådan i öster, Koberget i söder, Krokoggrynnan i sydväst, Norrgrynnan i väster, Gull i nordväst och Gråsjälsgrynnan.